# Campeonato Panamericano de Sóftbol Femenino
El Campeonato Panamericano de Sóftbol Femenino, es el torneo de sóftbol femenino de mayor importancia en el continente americano. Se celebra cada cuatro años, aunque su frecuencia ha variado. Es organizado por la Confederación Panamericana de Sóftbol. 
El Campeonato Panamericano sirve también como clasificación para el Campeonato Mundial de Sóftbol Femenino, así como para los torneos de sóftbol de los Juegos Panamericanos y los Juegos Centroamericanos y del Caribe.

## Torneos realizados
| Año             | Sede                | Equipos |                | Cuadro final  | Cuadro final | Cuadro final | Cuadro final |
| Año             | Sede                | Equipos | Campeón        | Segundo lugar | Tercer lugar | Cuarto lugar |              |
| (1982) detalles | Ciudad Obregón      | ¿?      | Desconocido    | Desconocido   | Desconocido  | Desconocido  |              |
| 1987 detalles   | Perú                | ¿?      | Estados Unidos | Puerto Rico   | Desconocido  | Desconocido  |              |
| 1991 detalles   | Venezuela           | ¿?      | Estados Unidos | Desconocido   | Desconocido  | Desconocido  |              |
| 1994 detalles   | Ciudad de Guatemala | 20      | Estados Unidos | Cuba          | Desconocido  | Desconocido  |              |
| 1997 detalles   | Medellín            | 12      | Estados Unidos | Cuba          | Canadá       | Desconocido  |              |
| 2001 detalles   | Maracay             | 16      | Estados Unidos | Cuba          | Canadá       | Venezuela    |              |
| 2005 detalles   | Ciudad de Guatemala | 14      | Estados Unidos | Canadá        | Venezuela    | Cuba         |              |
| 2009 detalles   | Maracay             | 20      | Estados Unidos | Canadá        | Venezuela    | Cuba         |              |
| 2013 detalles   | Guaynabo            | 15      | Estados Unidos | Canadá        | Cuba         | Puerto Rico  |              |
| 2017 detalles   | Santo Domingo       | 20      | Estados Unidos | México        | Canadá       | Venezuela    |              |
| 2022 detalles   | Ciudad de Guatemala | 14      | Estados Unidos | Canadá        | Cuba         | Puerto Rico  |              |
| 2025 detalles   | Monteria            | 15      | Canadá         | Puerto Rico   | Cuba         | México       |              |

## Tabla de medallas
| Núm. | País           | Oro | Plata | Bronce | Total |
| ---- | -------------- | --- | ----- | ------ | ----- |
| 1    | Estados Unidos | 10  | 0     | 0      | 10    |
| 2    | Canadá         | 1   | 4     | 3      | 8     |
| 3    | Cuba           | 0   | 3     | 2      | 5     |
| 4    | Puerto Rico    | 0   | 1     | 0      | 1     |
| 5    | México         | 0   | 1     | 0      | 1     |
| 6    | Venezuela      | 0   | 0     | 2      | 2     |

## Resultados globales
Legenda
- 1st ; Campeón
- 2nd ; Subcampeón
- 3rd  ; Tercer lugar
- 4th  ; Cuarto lugar
- RC — Ronda de campeonato
- RA — Ronda de apertura
- (≠) — No participó / Desistió
- XX  ; País no existe o selección natural está inactiva
- | | ; Local

Para cada torneo, se indica la bandera del país sede y el número de selecciones que participaron en el torneo.
| Equipo                         | 1987 (¿?) | 1991 (¿?) | 1994 (20) | 1997 (12) | 2001 (16) | 2005 (14) | 2009 (20) | 2013 (15) | 2017 (20) | 2022 (14) | 2025 (15) |
| ------------------------------ | --------- | --------- | --------- | --------- | --------- | --------- | --------- | --------- | --------- | --------- | --------- |
| Argentina                      |           |           |           | RA        | RA        | RC        | RC        | RA        | RC        | RC        | RC        |
| Antillas Neerlandesas          |           |           |           | RA        | RC        |           | RA        |           |           |           |           |
| Aruba                          |           |           |           |           | RA        |           | RA        | RA        | RA        |           | RA        |
| Bahamas                        |           |           |           | RA        | RA        |           |           |           |           |           |           |
| Belice                         |           |           |           |           |           |           | RA        | RA        |           |           |           |
| Bermudas                       |           |           |           |           | RA        |           |           |           |           |           |           |
| Brasil                         |           |           |           | RA        | RC        | RA        | RA        | RC        | RC        | RA        | RC        |
| Canadá                         |           |           |           | 3.er      | 2.º       | 2.º       | 2.º       | 2.º       | 3.er      | 2.º       | 1.er      |
| Chile                          |           |           |           |           |           |           |           |           |           |           | RA        |
| Colombia                       |           |           |           | RA        | RC        | RC        | RC        | RC        | RA        |           | RC        |
| Costa Rica                     |           |           |           |           |           |           |           |           |           | RA        |           |
| Cuba                           |           |           | 2.º       | 2.º       | 3.er      | 4.º       | 4.º       | 3.er      | RC        | 3.er      | 3.er      |
| Curazao                        |           |           |           |           |           |           |           |           | RC        |           |           |
| Guatemala                      |           |           | RA        | RA        | RA        | RA        | RA        | RA        | RA        | RA        | RA        |
| Ecuador                        |           |           |           |           |           | RA        | RA        |           |           |           |           |
| Estados Unidos                 | 1.er      | 1.er      | 1.er      | 1.er      | 1.er      | 1.er      | 1.er      | 1.er      | 1.er      | 1.er      |           |
| El Salvador                    |           |           |           |           | RA        | RA        | RA        | ≠         | RA        | RA        | RA        |
| Islas Vírgenes Británicas      |           |           |           |           |           |           |           |           | RA        |           |           |
| Islas Vírgenes Estadounidenses |           |           |           |           |           |           | RA        | RA        |           |           | RA        |
| Jamaica                        |           |           |           |           |           |           | RA        |           |           |           |           |
| México                         |           |           |           |           | RA        | RA        | RA        | RC        | 2.º       | RC        | 4.º       |
| Nicaragua                      |           |           |           |           |           | RA        |           |           |           | RA        |           |
| Panamá                         |           |           |           |           |           |           | RA        |           | RA        |           |           |
| Perú                           | RA        |           |           | RA        |           |           | RA        | RA        | RA        | RC        | RA        |
| Puerto Rico                    |           |           |           | RA        | RC        | RC        | RC        | 4.º       | RC        | 4.º       | 2.º       |
| República Dominicana           |           |           |           |           | RA        | RC        | RC        | RC        | RC        | RA        | RA        |
| Venezuela                      |           | RA        |           | RA        | 4.º       | 3.er      | 3.er      | RA        | 4.º       | RC        | RC        |
| Equipo                         | 1987 (¿?) | 1991 (¿?) | 1994 (20) | 1997 (12) | 2001 (16) | 2005 (14) | 2009 (20) | 2013 (15) | 2017 (20) | 2022 (14) | 2025 (15) |